# Confederazione Mtetwa
La Confederazione Mtetwa, talvolta chiamata Impero Mtetwa, è stato un regno dell'Africa australe, sviluppatosi nel XVIII sec. a sud della baia di Maputo, all'interno dell'odierno Sudafrica.

## Mtetwa
Mtetwa vuol dire "colui che governa". Testimonianze storiche riferiscono che erano parte di un più grosso gruppo di clan Nguni, che si costituì circa settecento anni fa. Questo gruppo a sua volta abbandonò il suo territorio originale presso i Grandi Laghi dell'Africa centrale tra il II e il XII sec. per emigrare verso sud, arrivando per primi nell'odierno Swaziland, insediandosi sui Monti Lubombo, che nuovamente lasciarono nel XVII sec. per stabilirsi nell'odierno KwaZulu-Natal, nella regione Nkandla. La confederazione che andarono a formare comprese circa una trentina di clan e tribù nguni con propri sovrani.

## Apice e tracollo
All'inizio del XIX sec. a capo della Confederazione Mtetwa salì il re Dingiswayo, che la consolidò e ne estese i domini. Egli si alleò con i Tsonga che abitavano a nord, e cominciò a commerciare lucrosamente in avorio e altri beni con i portoghesi, che avevano una colonia in Mozambico. Grazie alle innovazioni tecniche che egli apportò al suo esercito, Dingiswayo riuscì ad ottenere la superiorità militare sui popoli vicini, sicché attorno al 1811 la Confederazione era riuscita ad inglobare anche i Butelezi ed altre tribù nguni, fra cui l'allora piccolo popolo degli Zulu. I Mtetwa furono inoltre i primi ad equipaggiare guerrieri con fucili.
Nel 1817 Dingiswayo fu ucciso combattendo in guerra contro Ndwandwe, un potente clan settentrionale. Allora la Confederazione Mtetwa si spaccò, ma la sua eredità fu raccolta da Shaka, sovrano degli Zulu, vassallo ed ex-generale di Dingiswayo. Lui fece proprie e perfezionò le innovazioni di Dingiswayo, ne ricostituì i domini, schiacciò i Ndwandwe e altri nemici e si impadronì delle loro terre. L'Impero Zulu da lui creato però assunse il carattere di una monarchia guerriera fortemente accentrata, con il re (nkosi) come unico capo.